# A Szombathelyi Haladás 2003–2004-es szezonja
A Szombathelyi Haladás 2003–2004-es szezonja szócikk a Szombathelyi Haladás első számú férfi labdarúgócsapatának egy szezonjáról szól, mely összességében a 48. idénye a csapatnak a magyar első osztályban. A klub fennállásának ekkor volt a 84. évfordulója.

## Mérkőzések
| Színmagyarázat | Színmagyarázat |
| -------------- | -------------- |
|                | Győzelem.      |
|                | Döntetlen.     |
|                | Vereség.       |

### Arany Ászok Liga 2003–04

#### Őszi fordulók
| 1. forduló 2003. július 26. |

| Haladás                                                    | 2 – 0   | Győri ETO                                 |
| ---------------------------------------------------------- | ------- | ----------------------------------------- |
| Tóth 53' Kincses 69' Dubecz 27' Somfalvi 65' Farkas V. 69' | (0 – 0) | Herczeg 30' Geri 35' Nagy 64' Miriuţă 79' |

| Rohonci úti stadion, Szombathely Nézőszám: 7 000 Játékvezető: Kassai Viktor (magyar) |

| 2. forduló 2003. augusztus 2. 20:00 |

| Debreceni VSC                                | 3 – 0               | Haladás                   |
| -------------------------------------------- | ------------------- | ------------------------- |
| Éger 5' Șumudică 27' 42' Sándor 16' Böőr 29' | (3 – 0) Jegyzőkönyv | Zöld 11' Kaj 18' Tóth 26' |

| Oláh Gábor utcai stadion, Debrecen Nézőszám: 5 000 Játékvezető: Saskőy Szabolcs (magyar) |

| 3. forduló 2003. augusztus 8. |

| BFC Siófok                                            | 2 – 0   | Haladás                                   |
| ----------------------------------------------------- | ------- | ----------------------------------------- |
| Györök 18' 43' Filipovic 88' László 65' Csordás 90+1' | (1 – 0) | Lőrincz 15' Horváth 19' Czeglédi 55′, 62′ |

| Révész Géza utcai stadion, Siófok Nézőszám: 2 500 Játékvezető: Világi Balázs (magyar) |

| 4. forduló 2003. augusztus 23. |

| Haladás                                          | 3 – 0   | Videoton                        |
| ------------------------------------------------ | ------- | ------------------------------- |
| Tóth 41' 15' Tüske 80' 90+3' Szűcs 33' Szabó 85' | (1 – 0) | Koller 11' Ristić 58' Voicu 86' |

| Rohonci úti stadion, Szombathely Nézőszám: 4 000 Játékvezető: Kiss Béla (magyar) |

| 5. forduló 2003. augusztus 31. |

| Előre FC Békéscsaba                     | 2 – 2   | Haladás                                                         |
| --------------------------------------- | ------- | --------------------------------------------------------------- |
| Kovács B. 25' Faragó 30' 90′ Udvari 13' | (2 – 1) | Tóth 17' 36' Tüske 53' Farkas V. 5' Seper 63′, 70′ Somfalvi 69' |

| Kórház utcai stadion, Békéscsaba Nézőszám: 4 000 Játékvezető: Hajdó Attila (magyar) |

| 6. forduló 2003. szeptember 13. |

| Haladás                               | 1 – 1   | MTK Hungária                           |
| ------------------------------------- | ------- | -------------------------------------- |
| Tüske 65' Farkas A. 69' Farkas V. 80' | (0 – 0) | Carlos 52' Jezdimirović 28' Molnár 35' |

| Rohonci úti stadion, Szombathely Nézőszám: 2 500 Játékvezető: Ábrahám Attila (magyar) |

| 7. forduló 2003. szeptember 20. |

| Újpest                                 | 0 – 0   | Haladás                             |
| -------------------------------------- | ------- | ----------------------------------- |
| Tamási 10′, 11′ Farkas 35' Szélesi 85' | (0 – 0) | Szabó 23' Horváth 23′, 57′ Tóth 87' |

| Megyeri út, Budapest Nézőszám: 2 842 Játékvezető: Makai János (magyar) |

| 8. forduló 2003. szeptember 28. |

| Haladás   | 0 – 0   | FC Sopron                                  |
| --------- | ------- | ------------------------------------------ |
| Seper 47' | (0 – 0) | Cseke 22' Lambulić 33' Pintér 63' Sira 79' |

| Rohonci úti stadion, Szombathely Nézőszám: 5 000 Játékvezető: Erdős József (magyar) |

| 9. forduló 2003. október 4. |

| Zalaegerszegi TE                                                 | 4 – 0   | Haladás |
| ---------------------------------------------------------------- | ------- | ------- |
| Egressy 26' 43' Ljubojević 45' Vincze 47' Kocsárdi 35' Gyánó 53' | (3 – 0) |         |

| ZTE Aréna, Zalaegerszeg Nézőszám: 8 000 Játékvezető: Juhos Attila (magyar) |

| 10. forduló 2003. október 19. |

| Haladás                         | 0 – 0   | Pécsi MFC                                             |
| ------------------------------- | ------- | ----------------------------------------------------- |
| Farkas A. 41' Somfalvi 60′, 91′ | (0 – 0) | Horváth S. 36' Sketiani 65' Sipos 67' Pavičević 90+1′ |

| Rohonci úti stadion, Szombathely Nézőszám: 3 000 Játékvezető: Solymosi Péter (magyar) |

| 11. forduló 2003. október 25. |

| Ferencváros              | 2 – 0               | Haladás                 |
| ------------------------ | ------------------- | ----------------------- |
| Leandro 75' 77' Gera 85' | (0 – 0) Jegyzőkönyv | Kovács 65' Czeglédi 67' |

| Üllői út, Budapest Nézőszám: 4 872 Játékvezető: Sápi Csaba (magyar) |

| 12. forduló 2003. november 1. |

| Győri ETO                                                                                          | 6 – 0   | Haladás    |
| -------------------------------------------------------------------------------------------------- | ------- | ---------- |
| Miriuţă 4' Kartelo 16' 90' Nyicsenko 36' Nagy 45' Bajevszki 48' Németh 21' Jovanović 30' Stark 88' | (4 – 0) | Dubecz 22' |

| Rába ETO Stadion, Győr Nézőszám: 1 200 Játékvezető: Kassai Viktor (magyar) |

| 13. forduló 2003. november 9. 16:00 |

| Haladás      | 0 – 0               | Debreceni VSC                       |
| ------------ | ------------------- | ----------------------------------- |
| Czeglédi 52' | (0 – 0) Jegyzőkönyv | Flávio Pim 36' Selymes 52' Éger 88' |

| Rohonci úti stadion, Szombathely Nézőszám: 6 000 Játékvezető: Ábrahám Attila (magyar) |

| 14. forduló 2003. november 15. |

| Haladás                                   | 0 – 4   | BFC Siófok                                                  |
| ----------------------------------------- | ------- | ----------------------------------------------------------- |
| Kaj 48' Edivaldo 50' Lőrincz 57' Tóth 60' | (0 – 2) | Kovács 21' Csordás 45' 66' Sitku 90+1' Vörös 11' Sallai 53' |

| Rohonci úti stadion, Szombathely Nézőszám: 2 000 Játékvezető: Arany Tamás (magyar) |

| 15. forduló 2003. november 22. |

| Videoton            | 1 – 2   | Haladás                                              |
| ------------------- | ------- | ---------------------------------------------------- |
| Szabó 35' Dvéri 12' | (1 – 2) | Kaj 18' 67' Tüske 45' Szűcs 2' Zöld 30' Somfalvi 32' |

| Sóstói Stadion, Székesfehérvár Nézőszám: 1 500 Játékvezető: Saskőy Szabolcs (magyar) |

| 16. forduló 2003. november 29. |

| Haladás                          | 1 – 1   | Előre FC Békéscsaba                       |
| -------------------------------- | ------- | ----------------------------------------- |
| Tóth 71' Tüske 38' Farkas A. 66' | (0 – 0) | Miculescu 87' Bánföldi 29' Valentényi 43' |

| Rohonci úti stadion, Szombathely Nézőszám: 2 820 Játékvezető: Bede Ferenc (magyar) |

#### Tavaszi fordulók
| 17. forduló 2004. március 6. |

| MTK Hungária               | 2 – 0   | Haladás                   |
| -------------------------- | ------- | ------------------------- |
| Lengyel 53' 86' Pusztai 9' | (0 – 0) | Kaj 3' Tóth 42' Nélio 84' |

| Hidegkuti Nándor Stadion, Budapest Nézőszám: 830 Játékvezető: Ábrahám Attila (magyar) |

| 18. forduló 2004. március 16. |

| Haladás   | 0 – 2   | Újpest                                    |
| --------- | ------- | ----------------------------------------- |
| Seper 29' | (0 – 1) | Simek 25' Sándor 82' Tóth 18' Vlaszák 62' |

| Rohonci úti stadion, Szombathely Nézőszám: 3 320 Játékvezető: Dubraviczky Attila (magyar) |

| 19. forduló 2004. március 20. |

| FC Sopron                                                | 5 – 0   | Haladás                |
| -------------------------------------------------------- | ------- | ---------------------- |
| Pintér 8' Balaskó 18' Tóth 75' Huszti 79' 84' Bagoly 11' | (2 – 0) | Szűcs 2' Farkas A. 57' |

| Káposztás utcai Stadion, Sopron Nézőszám: 3 600 Játékvezető: Bede Ferenc (magyar) |

| 20. forduló 2004. március 28. |

| Haladás                                   | 0 – 1   | Zalaegerszegi TE            |
| ----------------------------------------- | ------- | --------------------------- |
| Róth 16' Kaj 49' Czeglédi 73' Tüske 90+2' | (0 – 1) | Sebők V. 12' Molnár 82' 35′ |

| Rohonci úti stadion, Szombathely Nézőszám: 2 500 Játékvezető: Erdős József (magyar) |

| 21. forduló 2004. április 3. |

| Pécsi MFC                                 | 1 – 1   | Haladás              |
| ----------------------------------------- | ------- | -------------------- |
| Kerekes 66' Pavičević 31' Márton 34′, 85′ | (0 – 1) | Balaci 30' Szűcs 39' |

| PMFC Stadion, Pécs Nézőszám: 3 000 Játékvezető: Világi Balázs (magyar) |

| 22. forduló 2004. április 7. |

| Haladás      | 0 – 1               | Ferencváros                      |
| ------------ | ------------------- | -------------------------------- |
| Jagodics 82' | (0 – 0) Jegyzőkönyv | Czeglédi 73' (öngól) Lipcsei 77' |

| Rohonci úti stadion, Szombathely Nézőszám: 6 000 Játékvezető: Kassai Viktor (magyar) |

| 23. forduló (rájátszás) 2004. április 10. |

| Előre FC Békéscsaba                                | 2 – 0   | Haladás                           |
| -------------------------------------------------- | ------- | --------------------------------- |
| Vincze 5' Javrujan 43' 51' Simon 9' Szeverényi 54' | (2 – 0) | Farkas A. 34' Tüske 49' Szabó 55' |

| Kórház utcai stadion, Békéscsaba Nézőszám: 3 000 Játékvezető: Sápi Csaba (magyar) |

| 24. forduló (rájátszás) 2004. április 17. |

| Haladás             | 0 – 0   | Győri ETO             |
| ------------------- | ------- | --------------------- |
| Somfalvi 14′, 90+1′ | (0 – 0) | Böjte 23' Horváth 56' |

| Rohonci úti stadion, Szombathely Nézőszám: 2 000 Játékvezető: Saskőy Szabolcs (magyar) |

| 25. forduló (rájátszás) 2004. április 21. |

| Pécsi MFC                                                 | 2 – 0   | Haladás      |
| --------------------------------------------------------- | ------- | ------------ |
| Márton 33' Koltai 71' Vranješ 49' Pavičević 60' Szabó 65' | (1 – 0) | Czeglédi 16' |

| PMFC Stadion, Pécs Nézőszám: 1 000 Játékvezető: Erdős József (magyar) |

| 26. forduló (rájátszás) 2004. május 1. |

| Haladás                                      | 0 – 2   | Videoton                                       |
| -------------------------------------------- | ------- | ---------------------------------------------- |
| Lőrincz 9' Farkas A. 52' Szűcs 63' Nélio 68′ | (0 – 1) | Medveď 31' Magasföldi 57' Fehér 4' Kóczián 68′ |

| Rohonci úti stadion, Szombathely Nézőszám: 2 000 Játékvezető: Makai János (magyar) |

| 27. forduló (rájátszás) 2004. május 8. |

| Zalaegerszegi TE                                     | 7 – 0   | Haladás                        |
| ---------------------------------------------------- | ------- | ------------------------------ |
| Waltner 5' 28' 37' 62' 72' Sebők V. 74' Sebők J. 76' | (3 – 0) | Seper 6' Jagodics 39' Tóth 60' |

| ZTE Aréna, Zalaegerszeg Nézőszám: 2 200 Játékvezető: Vad II. István (magyar) |

| 28. forduló (rájátszás) 2004. május 12. |

| Haladás                                                | 2 – 1   | Előre FC Békéscsaba                               |
| ------------------------------------------------------ | ------- | ------------------------------------------------- |
| Somfalvi 25' Illés 74' Kaj 31' Szűcs 40' Farkas A. 58' | (1 – 1) | Miculescu 15' Szeverényi 20' Grujić 71' Simon 78' |

| Rohonci úti stadion, Szombathely Nézőszám: 800 Játékvezető: Solymosi Péter (magyar) |

| 29. forduló (rájátszás) 2004. május 15. |

| Győri ETO                                                   | 3 – 2   | Haladás                   |
| ----------------------------------------------------------- | ------- | ------------------------- |
| Kartelo 32' Perić 37' Nyicsenko 81' 69' Makra 15' Böjte 82' | (2 – 1) | Somfalvi 42' 47' Róth 75' |

| Rába ETO Stadion, Győr Nézőszám: 600 Játékvezető: Szabó Zsolt (magyar) |

| 30. forduló (rájátszás) 2004. május 19. |

| Haladás                                | 1 – 1   | Pécsi MFC                |
| -------------------------------------- | ------- | ------------------------ |
| Venczel 59' 60' Szűcs 46' Somfalvi 68' | (0 – 0) | Montvai 54' Szabados 30' |

| Rohonci úti stadion, Szombathely Nézőszám: 1 000 Játékvezető: Sóthy András (magyar) |

| 31. forduló (rájátszás) 2004. május 22. |

| Videoton                                                                                  | 6 – 1   | Haladás                                                |
| ----------------------------------------------------------------------------------------- | ------- | ------------------------------------------------------ |
| Medveď 17' Szabó 27' Koller 40' Kóczián 48' Hercegfalvi 62' Tudor 64' Tereánszki-Tóth 90' | (3 – 0) | Róth 67' Kincses 36' Lőrincz 44′ Jagodics 62' Tóth 81' |

| Sóstói Stadion, Székesfehérvár Nézőszám: 400 Játékvezető: Juhos Attila (magyar) |

| 32. forduló (rájátszás) 2004. május 26. |

| Haladás                            | 1 – 1   | Zalaegerszegi TE                        |
| ---------------------------------- | ------- | --------------------------------------- |
| Schimmer 46' Venczel 22' Szabó 65' | (0 – 0) | Waltner 66' Ljubojević 34' Sebők J. 38' |

| Rohonci úti stadion, Szombathely Nézőszám: 1 000 Játékvezető: Dubraviczky Attila (magyar) |

#### Végeredmény (Alsóház)
| #  | Csapat               | J  | Gy | D  | V  | Rg | Kg | Gk  | P  | Megjegyzés |
| -- | -------------------- | -- | -- | -- | -- | -- | -- | --- | -- | ---------- |
| 7  | Pécsi Mecsek FC      | 32 | 9  | 13 | 10 | 36 | 37 | -1  | 40 |            |
| 8  | Videoton SC          | 32 | 10 | 10 | 12 | 55 | 51 | +4  | 40 |            |
| 9  | Zalaegerszegi TE     | 32 | 11 | 6  | 15 | 45 | 47 | -2  | 39 |            |
| 10 | Győri ETO FC         | 32 | 10 | 6  | 16 | 36 | 54 | -18 | 36 |            |
| 11 | Előre FC Békéscsaba  | 32 | 8  | 8  | 16 | 36 | 50 | -14 | 32 | Osztályozó |
| 12 | Szombathelyi Haladás | 32 | 4  | 11 | 17 | 19 | 63 | -44 | 23 | Osztályozó |

1. ↑  Bennmaradt a REAC ellen
2. ↑  A pályán elért eredmény alapján bennmaradt a Nyíregyháza Spartacus ellen, jogvétel miatt azonban a másodosztályba került.

#### Eredmények összesítése
Az alábbi táblázatban összesítve szerepelnek a Szombathelyi Haladás 2003/04-es bajnokságban elért eredményei.
| Ősz/tavasz (forduló)    | Otthon | Otthon | Otthon | Otthon | Otthon | Otthon | Otthon | Idegenben | Idegenben | Idegenben | Idegenben | Idegenben | Idegenben | Idegenben |
| Ősz/tavasz (forduló)    | M      | GY     | D      | V      | LG–KG  | GK     | P      | M         | GY        | D         | V         | LG–KG     | GK        | P         |
| ----------------------- | ------ | ------ | ------ | ------ | ------ | ------ | ------ | --------- | --------- | --------- | --------- | --------- | --------- | --------- |
| Őszi szezon (1–16.)     | 8      | 2      | 5      | 1      | 7–6    | +1     | 11     | 8         | 1         | 2         | 5         | 4–20      | –16       | 5         |
| Tavaszi szezon (17–32.) | 8      | 1      | 3      | 4      | 4–9    | –5     | 6      | 8         | 0         | 1         | 7         | 4–28      | –24       | 1         |
| Összesen (1–32.)        | 16     | 3      | 8      | 5      | 11–15  | –4     | 17     | 16        | 1         | 3         | 12        | 8–48      | –40       | 6         |